# Macrurocyttus
Macrurocyttus is een monotypisch geslacht van straalvinnige vissen uit de familie van de papierschubvissen (Grammicolepididae).

## Soort
- Macrurocyttus acanthopodus Fowler, 1934